# Mistrovství světa v para hokeji žen
Mistrovství světa v para hokeji žen je soutěž ženských reprezentačních mužstev v para hokeji. Mistrovství světa organizuje Mezinárodní paralympijský výbor prostřednictvím Světového para hokejového podvýboru.
První světový šampionát se bude konat v srpnu 2025 ve slovenském Dolném Kubíně.

## Výsledky
| Poř. | Rok  | Zlato | Stříbro | Bronz | Místo                   |
| ---- | ---- | ----- | ------- | ----- | ----------------------- |
| 1.   | 2025 |       |         |       | Dolný Kubín (Slovensko) |